# Le Petit Versailles
Osnovali su ga 1996. godine umjetnici Peter Cramer i Jack Waters, koji su željeli postići javni prostor queera[što?] u gradu.
Vrt je dio gradskog programa odjela za parkove tzv. GreenThumb NYC.
Za vrt se redovito otvaraju pozivi za prijedloge projekata za umjetnička djela ili događaje te se održavaju događaji kao što su izložbe, čitanja i filmska prikazivanja.

## Povijest
Peter Cramer i Jack Waters umjetnici su, koji su surađivali u New Yorku od 1980-ih. Bili su voditelji prostora „ABC No Rio” nakon što su tamo zajedno postavili izložbu i obojica su se pridružili kolektivu „Visual AIDS”. Prije vrta na tom prostoru u 2. ulici bio je servis za rezanje i recikliranje auta. Cramer i Waters zajedno su izgradili vrt 1996. godine.
Nakon 11. rujna 2001. i prosvjeda protiv Republikanske nacionalne konvencije iz 2004. u New Yorku, vrt je postao utočište i prostor za organiziranje aktivista. 2006. godine Le Petit Versailles počeo je emitirati snimke svojih umjetničkih događaja na Manhattan Neighborhood Network, mjesnom javnom televizijskom kanalu, kao LPVTV.

## Vanjske poveznice
- Web stranica  Arhivirana inačica izvorne stranice od 25. prosinca 2021. (Wayback Machine)
- LPVTV videozapisi  Arhivirana inačica izvorne stranice od 20. ožujka 2021. (Wayback Machine)
- Facebook stranica
- Intervju projekta usmene povijesti s Jackom Watersom, iz 2018. godine
- Intervju projekta usmene povijesti s Peterom Cramerom i Jackom Watersom, iz 2007. godine